# Octave Gréard
Clément-Vallery-Octave Gréard (Vire, 18 aprile 1828 – Parigi, 25 aprile 1904) è stato un pedagogo francese.

## Biografia
Nato nel dipartimento del Calvados, Gréard studiò all'École normale supérieure, conseguendo poi il dottorato ne 1866. Dopo gli studi, iniziò una lunga carriera nel campo dell'educazione giovanile, ottenendo alte cariche nel campo dell'istruzione pubblica; fu tra i maggiori responsabili dell'istituzione di scuole per ragazze e inoltre svolse un ruolo significativo nella riforma del baccalauréat.
Gréard fu eletto membro dell'Académie des sciences morales et politiques nel 1875 e dell'Académie française nel 1886. L'11 febbraio 1879 divenne vice-rettore di Parigi e, nell'ottobre 1902, vice-rettore onorario. Nell'aprile 1904, fu nominato vice presidente del Consiglio superiore dell'istruzione pubblica.
Prolifico scrittore, fu autore di opere come De la morale de Plutarque (1866), Quid de litteris senserit L. A. Seneca (1866), L'Enseignement secondaire des filles (1887) e Éducation et instruction (4 voll., 1887), che fu una raccolta delle sue memorie e dei suoi studi pedagogici e didattici.

## Opere
- De la morale de Plutarque, Hachette, 1866
- Quid de litteris senserit L. A. Seneca, 1866
- Organisation pédagogique des écoles du département de la Seine, 1868
- La législation de l’enseignement primaire depuis 1789 jusqu'à nos jours (3 volumi), 1874
- L'Enseignement secondaire des filles, Delalain Frères, 1882
- L’Éducation des femmes par les femmes, 1887
- Éducation et instruction, 4 vol., 1888
- Prévost-Paradol: Étude suivie d'un choix de lettres, Hachette, 1889
- Edmond Schérer, Hachette, 1890
- Nos adieux à la vieille Sorbonne, Hachette, 1893